# Église de Pihlava
L'église de Pihlava (en finnois : Pihlavan kirkko) est une église située dans le quartier de Pihlava à Pori en Finlande. 